# Flauta travessera

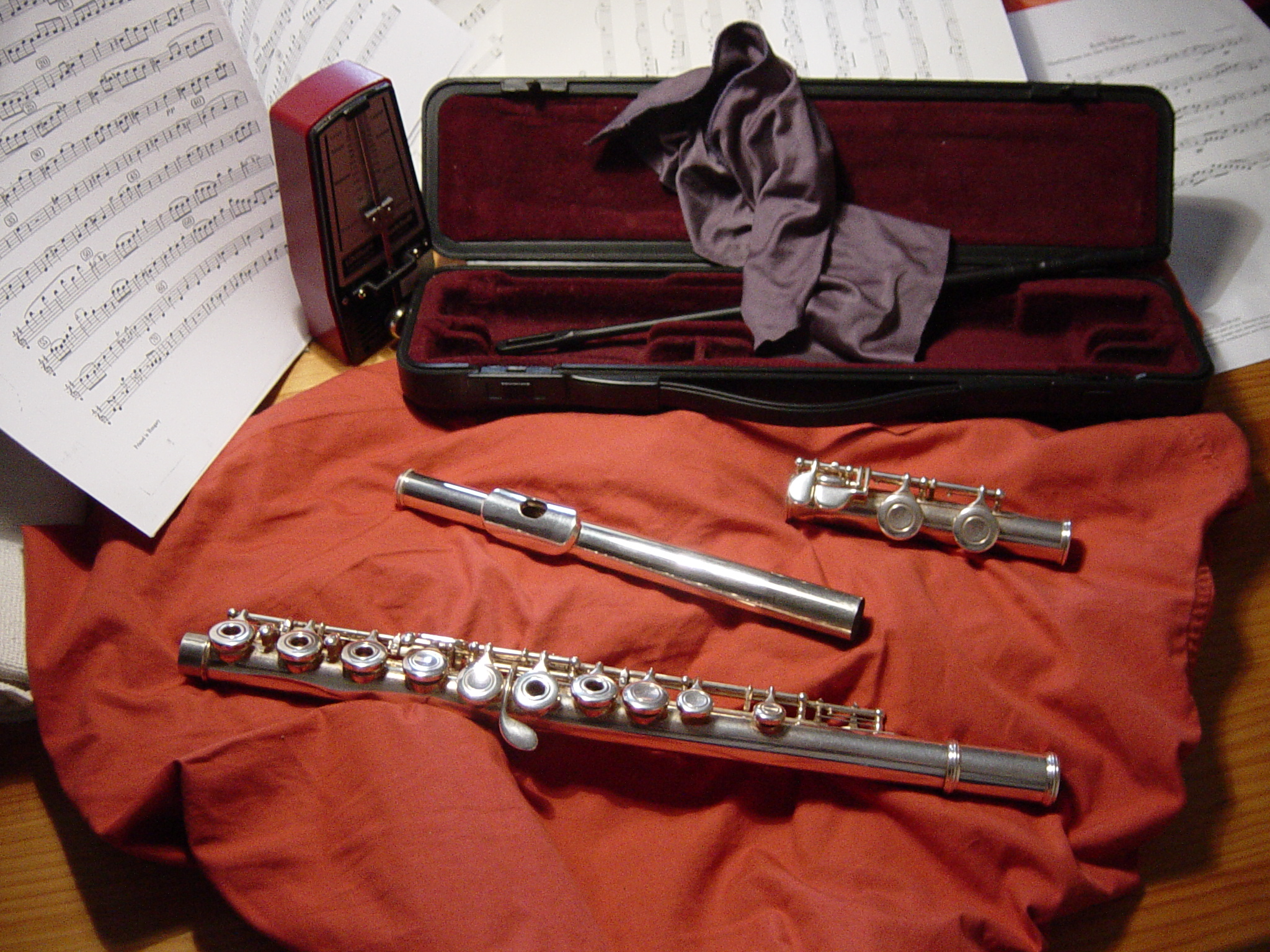
Flauta travessera desmuntada. De dalt a baix: peu, embocadura i cos

La flauta travessera, també coneguda com flauta d’Alemanya, és un instrument musical de vent de fusta. El músic que la toca és el flautista. Juntament amb el violí, és l'instrument més àgil de l'orquestra. És un dels grans instruments melòdics i principals instruments solistes.
Les flautes travesseres formen part de la família dels instruments de vent de fusta (independentment del material amb què realment estiguin construïdes), juntament amb les famílies del clarinet, l'oboè i el fagot. És l'instrument amb el registre més agut de la seva família i de tota l'orquestra, excepte el flautí. A la classificació formal, les flautes pertanyen a la família dels instruments de bisell, que de molt abans s'han fabricat de fusta.
Té un registre bàsic de tres octaves i va del do₃ (el so de la tecla central del piano al sistema Francès, que en la nomenclatura anglosaxona es diu C4, i al Sistema Internacional do4) fins al do6. Aquest registre pot ampliar-se fins a tres octaves i una cinquena justa, del si₂ fins al fa♯6; la nota greu addicional s'aconsegueix amb una clau addicional (és important fer notar que les flautes més costoses es fabriquen amb claus addicionals, per a assolir si♭₂, per exemple), i l'extrem agut (aquesta quarta justa que va del do#6 al fa#6) s'aconsegueix mitjançant l'execució d'harmònics, tècnica que depèn de la capacitat de l'executant, que ha de ser adquirida amb gran pràctica i un estudi rigorós de la sonoritat.
A causa del gran virtuosisme que s'aconsegueix amb la flauta, és un instrument indispensable per a la música clàssica orquestral, per la qual cosa té una enorme quantitat de repertori i solos a l'orquestra. A més, la flauta té un ampli repertori de música de cambra. Té un repertori des del període medieval al modern, passant pel clàssic i el romàntic, i és l'instrument més popular al costat de la corda.

## Evolució
La flauta travessera tradicional estava fabricada de fusta, i bàsicament consistia en un tub on es foradaven orificis. Al segle xix, Theobald Böhm va perfeccionar l'instrument, modificant el mètode de fabricació, hi va afegir nous orificis i hi va introduir un sofisticat sistema de claus més ergonòmic que facilitava la digitació. El constructor d'instruments anglès Albert Cooper en va millorar la precisió dels forats el 1960. Si bé es pot fabricar amb plats tancats (és a dir, la clau que prem cada dit no té orifici), l'habitual avui dia és fabricar-la amb plats oberts.
D'aleshores ençà, el disseny de la flauta travessera pràcticament no ha patit canvis d'importància. No obstant, els materials per a fabricar-la sí que han canviat. La majoria es feta d'una alitage de coure, zinc i níquel, amb exterior argentat, però se'n fabriquen d'argent i fins i tot, d'or. La natura del material influeix molt en la qualitat del so. A més, millora notablement si es fabrica el filtre amb especificacions detallades que varien segons l'intèrpret i les seves necessitats o requeriments. La flauta travessera és un dels instruments de vent més complicats de tocar sobretot per la posició de l'embocadura per fer-la sonar. També hi destaquen les octaves que necessiten més força de bufera. És l'instrument capaç d'arribar més agut, amb tres octaves i quatre Do. El seu germà petit, el flautí o piccolo és encara molt més agut, però té un paper més discret en les composicions.

### Edat mitjana
Durant els segles xi-xiii, la flauta travessera no era gaire comuna a Europa, la flauta dolça predominava. El rei d'Anglaterra n'era un gran aficionat: en tenia una col·lecció remarcable i també va compondre per aquest instrument. La flauta travessera va arribar a Europa d'Àsia, a través de l'Imperi Romà d'Orient, concretament a Alemanya i França. Aquestes flautes es van conèixer com a «flautes alemanyes» per distingir-les de la flauta dolça. Al segle xiv, la flauta es va introduir als altres països europeus. La flauta travessera tenia un cilindre més ample que els anteriors. Això permetia que la vuitena greu fos més fàcil de bufar i no estava tan limitada en el registre agut. Les tendències musicals d'aquesta època cercaven instruments homogenis barrejats en grups heterogenis: el començament de l'orquestra simfònica. La jerarquia sonora imposada per les regles d'orquestració va quedar reservada per a la flauta en do i el flautí, que és emprat a l'orquestra simfònica. Per a la flauta es va començar a desenvolupar el repertori solista. El so produït per la flauta travessera encara era inconstant, però més fort, clar i penetrant que el de les flautes dolces. Durant el segle xiv, va ser un dels instruments més populars a Itàlia.

### Renaixement
Flauta travessera renaixentista. El període renaixentista va marcar popularitat per a la flauta de bec, no obstant això, les flautes travesseres encara se seguien tocant a la primera meitat del segle xvii i els instruments de vent de fusta van ser redissenyats. Les flautes estaven construïdes en una sola peça, eren cilíndriques i tenien sis orificis molt petits, cosa que produïa una sonoritat de colors pàl·lids.

### Barroc
L' època barroca va marcar la tornada de la popular flauta travessera, que es va posicionar com un dels instruments principals. Es va construir amb un tub cònic que contenia sis forats oberts agrupats en dues seccions i una clau tancada que produïa el re sostingut (♯). El cos abans d'una sola peça va ser fabricat en tres parts: cap, cos i peu. La flauta barroca començava el seu registre en re i tenia dues octaves. Altres notes es podien tocar intercalant dits o tapant la meitat dels orificis, però eren difícils de tocar i de sonoritat opaca. Present millores: un só més net i és més dúctil i àgil.
Al voltant de 1700, el cos va ser dividit en dues parts i peus extres, anomenats cossos de recanvi, la qual cosa permetia al flautista d'adaptar-ne l'afinació d'acord a diferents orquestres. De totes maneres, amb les posicions creuades, les flautes tenien millor resposta sonora en re major i sol major. Si bé hi havia molts flautistes, els flautistes professionals van aconseguir adaptar-se als canvis molt bé.
El 1722 s'inventen les claus de do i do♯. El flautista i compositor Johann Joachim Quantz critica molt aquesta prolongació, que jutja inútil i nociva per a la qualitat del so . El 1752, els tractats de Quantz i Tromlitz (el 1786) ofereixen diferents digitacions per a cada nota. Durant el 1760 els fabricants Florio, Gedney i Potter afegeixen les claus de sol♯, si i fa .
Al voltant de 1790 apareixen flautes de quatre claus en la música simfònica de Joseph Haydn i Wolfgang Amadeus Mozart.

### Període clàssic
Durant el període clàssic, Pratten, Carta, Abel Siccama i Radcliff van contribuir a dissenyar la flauta. Abans del 1800 només tenia sis claus, poc després se li van afegir dues claus més. A la segona meitat del segle xviii, se li van afegir ràpidament molts canvis, poques persones van continuar tocant les flautes de tres i quatre claus. Els invents es van succeir a una velocitat creixent; era l'època de la industrialització. Flauta romàntica de 14 claus. El 1800 les flautes apareixen al repertori d'orquestra, com les simfonies de Beethoven. El 1808, el reverend Frederick Nolan a Anglaterra va inventar la clau oberta de Sol. Aquest invent és molt important, ja que per primera vegada s'obturen dos forats per al mateix dit. El 1810 Georges Miller va fabricar a Londres pífans de metall. El 1820-1830, el flautista Charles Nicholson a Londres va intentar millorar la flauta fent els forats més grans, però no va tenir èxit perquè el mecanisme de les claus no era correcte. Els fabricants Ruddall & Rose van fabricar a Londres flautes de 8 claus, que van ser molt populars a Anglaterra.

### La flauta de Böhm

El flautista alemany Theobald Böhm va estudiar les noves tècniques de flauta i el 1832, va crear la flauta amb un nou sistema de claus que es fa servir fins avui. El màxim grau de perfecció d'aquest sistema es deu al constructor francès Louis Lot, els models del qual de la dècada de 1870 i 1880 constitueixen la base de les flautes actuals. Va explicar que els forats havien de ser el més ample possible i estar als llocs acústicament correctes; que la flauta contindria un cert nombre de claus cobrint tots els forats i que totes les claus havien d'estar obertes en posició de descans (en principi fins i tot el sol #, encara que per pressions exteriors es va modificar posteriorment i actualment és tancat en la posició de descans). Les noves flautes estaven realitzades en un tub cònic, i el 1846 Boehm va crear el tub cilíndric modern amb un cap parabòlic. Això va corregir l'afinació i va homogeneïtzar el timbre als diferents registres. A mesura que el temps passava, les flautes es van construir en metall, i com més dur el metall, més lluminós el timbre.
A partir de la construcció de la flauta per Böhm el 1847, s'ha conservat bàsicament el mateix model. Hi pot haver addicions o extensions, però no s'ha redissenyat. Avui, la flauta moderna està construïda sobre 673 mil·límetres de llarg amb un tub de 19 mil·límetres i és dividida en tres seccions que contenen la juntura de cap, cos i peu. Hi ha tretze forats que usen vuit dits i el dit polze esquerre. La juntura de cap es tanca amb un suro i és obert fins al peu. El material més comú és la plata esterlina, però alguns models més barats són de color níquel de plata. S'ha experimentat amb platí, auromite or i plata), titani i, fins i tot, pal·ladi. També s'ha afegit una clau amb corró per al re# i un mecanisme de el mi partit que permet cobrir dues claus, mentre que en una flauta regular en cobreix només un. Això permet al mi₃ ser tocat més netament i amb un bon atac. El disseny de l'embocadura ha canviat segons les necessitats del flautista.
El flautí, la flauta en sol i la flauta baixa s'han usat en orquestra i cors de flauta durant el segle xix. Al final d'aquest segle, la flauta apareix a les obres de Brahms, Strauss, Txaikovski. La literatura per a flauta sola s'expandeix ràpidament, amb obres molt virtuoses.

### Seglexx
El 1948 Alexander Murray, un conegut flautista i mestre, va col·laborar amb els fabricants Albert Cooper i Elmer Cole, en la fabricació de la Flauta «Murray», basada en l'escala experimental de Cooper. El 1961-62 apareix el nou model de Murray, la Mark I. El 1967 Murray col·labora amb la fabricant de la companyia Armstrong Jack Moore. De 1972 ençà, produeixen el model en flautes i flautins amb altres canvis; la clau gizmo, entre d'altres.

## Mecanismes

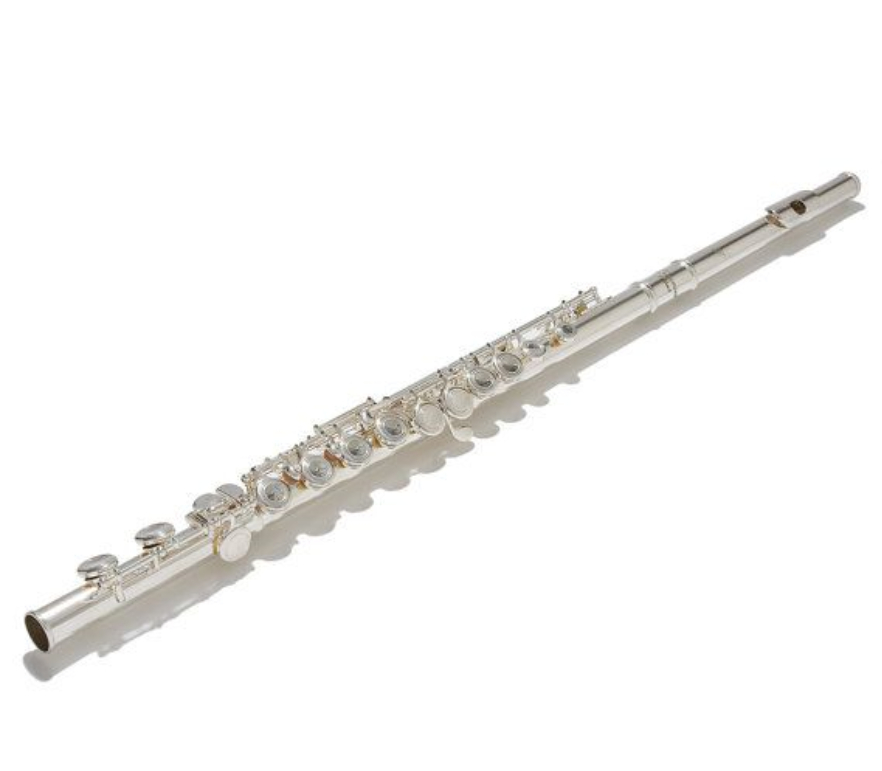
Flauta amb peu de do i sol desalineat.

Entenent com a mecanisme tot el conjunt del sistema de claus de la flauta travessera, ens trobem amb diversos tipus de mecanismes:
Al peu de la flauta, poden existir dos mecanismes:
- Peu de do: sistema de tres claus (do, do♯ i re♯). La nota més greu és do₃ .
- Peu de si: sistema de quatre claus (si, do, do♯ i re♯). La nota més greu és si₂ .

Al cos, poden aparèixer:
- Sol en línia: totes les claus estan alineades.
- Sol desalineat: la clau de sol i sol♯ estan desalineades respecte a la resta de claus. Això permet apropar aquestes claus al dit anular i tenir una posició més ergonòmica.

El disseny original de Boehm compta amb el mecanisme de sol desalineat. El fet de situar les claus de sol alineades no és una millora per a la flauta. Es tracta d'una modificació amb vista a eliminar costos de producció (i manteniment) pel fet de simplificar mecanismes.
- Mecanisme en mi partit: divideix les claus de sol permetent que una de les claus de sol quedi tancada quan es toca el mi₃, tot i no tenir premuda la clau de sol. Això permet una estabilitat al to del mi₃ i atacs segurs entre el la i el mi .

## Família de flautes travesseres
De registres aguts a registres greus, aquesta família comprèn els instruments següents:
- Flautí o flauta piccolo, afinat en do.
- Flauta soprano, afinada en re♯.
- Flauta travessera (també trucada flauta, flauta de Boehm, flauta de concert, o flauta traversa), afinada en do.
- Flauta alt, afinada en sol.
- Flauta contralt, afinada en sol.
- Flauta baix, afinada en do.
- Flauta contrabaix, afinada en do.
- Flauta subcontrabaix, afinada en sol.
- Flauta doble contrabaix, afinada en do.

## Intèrprets
Els primers flautistes europeus el prestigi dels quals ha arribat al públic, se situen a França al voltant de 1700: la nissaga dels Hotteterre, Pierre-Gabriel Buffardin, Michel Blavet entre d'altres. L'alemany Johann Joachim Quantz va ser la figura dominant a mitjan segle xviii, amb el seu capital llibre Versuch einer Anweisung die Flöte traversiere zu spielen (1752). Després d'una certa decadència a l'època romàntica, ja a la segona meitat del segle xx van començar a sorgir virtuosos especialitzats en el paper de solista. Els pioners dins de la música docta per Jean Pierre Rampal, i continuada per Pedro García, Philippa Davies, Emmanuel Pahud, Barthold Kuijken. La música popular compta amb flautistes com Greg Pattillo, líder del grup Project Trio, Jorge Pardo, Herbie Mann, músic de jazz dedicat a la fusió de diferents músiques del món o Ian Anderson líder de la banda de rock progressiu Jethro Tull . I diferents exponents a Música clàssica contemporània com Pierre-Yves Artaud a França i Alejandro Lavanderos a Xile.